# Шампанье, Фредерик
Фредерик Шампанье (фр. Frédéric Perrenot de Granvelle, sieur de Champagney, 2 апреля 1536, Барселона — 1602) — нидерландский политический деятель времён Нидерландской революции.

## Биография
Фредерик Шампанье родился в семье бургундского буржуа. Родной брат кардинала Гранвеллы. Изучал право, служил сначала адвокатом в родном городе, затем помощником совета в Доле, далее под начальством герцога Альбы в Италии, а затем принимал участие в военных действиях против французов в Нидерландах. Он присоединился к «компромиссу», составленному нидерландскими дворянами, но когда Реформация приняла бурный иконоборческий характер, Шампанье, не сочувствуя этому, уехал в свои земли во Франш-Конте. В 1571 году он был назначен губернатором Антверпена. Должность губернатора в городах была создана Филиппом II для того, чтобы стеснить муниципальные вольности и усилить авторитет правительства. Это возбуждало в населении негодование. Положение Шампанье было тем труднее, что комендант антверпенской цитадели, д’Авила, не препятствовал грабежам и насилиям, которые позволяли себе его солдаты. Шампанье несколько раз просил короля об отставке, но Филипп II не соглашался. Преемник Альбы в управлении Нидерландами, Реквезенс-и-Цунига, посылал Шампанье для переговоров с восставшими голландскими городами, но эта миссия оказалась неудачной. Реквезенс хотел отправить Шампанье в Мадрид, чтобы изложить королю нужды населения и изобразить положение дел в настоящем свете. Шампанье отказался, так как знал, что ему нельзя будет говорить ни о веротерпимости, ни об отозвании испанских войск, ни о созыве Генеральных штатов, — а без этих мер нельзя было достигнуть примирения.
В 1576 году Шампанье ездил в Лондон, чтобы добиться от королевы Елизаветы обещания не вмешиваться в дела Нидерландов и не помогать гёзам, но получил только уклончивый ответ. Вернувшись в Антверпен, он едва не сделался жертвой «испанского бешенства» за недостаточно ревностное отношение к интересам «католического» короля и принуждён был искать убежища в армии Вильгельма Оранского. Когда преемник Реквезенса, дон Хуан Австрийский, взял Намюр, Шампанье принял участие в военных действиях против испанцев и одержал над ними несколько побед. С Вильгельмом Оранским Шампанье был не в ладах и поэтому после победы над испанцами поддерживал кандидатуру эрцгерцога Матвея на пост штатгальтера Нидерландов. За это, по настоянию Вильгельма, Генеральные штаты исключили Шампанье из государственного совета. Шампанье покровительствовал католикам в Брюсселе и позволял им собираться в своём доме. Разъярённые протестанты напали на его дом, схватили и выдали его жителям Гента, которые посадили его в тюрьму. Шампанье пробыл в тюрьме 6 лет и был освобожден только в 1584 году. Александр Фарнезе назначил его председателем совета финансов, но Шампанье скоро рассорился с Фарнезе и уехал во Франш-Конте, где принимал участие в деятельности католической лиги. Точная дата его смерти неизвестна.
Шампанье вёл оживленную переписку с близкими ему людьми в Испании, Нидерландах и Франции. Его письма собраны в 6 томах и хранятся в Безансонской библиотеке вместе с его сочинениями, они являются одним из ценных источников для истории Нидерландской революции. Ему принадлежат следующие сочинения: «Recueil d’Arétophile» (Брюссель, 1578); «Mémoire sur l’état des Pays-Bas et son redressement donné au duc de Medina-Celi»; «Mémoires de Champaigney sur les affaires particulières» (1591) и другие. Они изданы под заглавием «Mémoires de Frédéric Perrenot sieur de Champagney, 1573—1590» (Брюссель, 1860).